# Малинный западный пилильщик
Малинный западный пилильщик (лат. Pamphilius hortorum) — вид паутинных пилильщиков из семейства Pamphiliidae.

## Распространение
Европа, Россия (включая Сибирь и Дальний Восток); Китай, Корея, Япония.

## Описание
Мелкие пилильщики-ткачи (10,0—11,0 мм). Птеростигма одноцветная, тёмно-бурая; ноги светлые. Наличник, в основном, чёрный. 1-й членик антенн значительно короче 3-го, 3-й членик в несколько раз длиннее 4-го. Голова опушенная и отчётливо пунктированная. На брюшке оранжевые пятна. Ложногусеницы развиваются в свёрнутых в трубочку листьях розоцветных растений рода Rubus: на малине обыкновенной (Rubus idaeus) и костянике каменистой (Rubus saxatilis).